# Eugène Curien
Eugène Curien est un prélat catholique français né le 23 février 1868 à Senones et mort le 5 août 1947 à Senones.

## Biographie
Ordonné prêtre le 11 juin 1892, il devient curé-archiprêtre d'Épinal.
Sacré évêque de La Rochelle, il est cofondateur de l'Union des catholiques d'Aunis et de Saintonge (UCAS), un premier mouvement d'apostolat laïc né avant l'Action catholique. De grands chantiers comme le Grand séminaire de L'Houmeau et l'église Saint-André-et-Sainte-Jeanne-d'Arc de Fétilly ont pesé sur les finances du diocèse durant son mandat.
Le 8 novembre 1937, il démissionne pour raisons de santé et est nommé évêque titulaire de Loryma (de).